# Pegu (prowincja)
Pegu (birm. ပဲခူးတိုင်းဒေသကြီး /bəɡó táɪɴ dèθa̰ dʑí/) – jedna z prowincji w Mjanmie (Birmie), ze stolicą w Pegu. 
Prowincję Pegu zamieszkuje 4 863 455 osób, z czego 22% na terenach zurbanizowanych . Większość mieszkańców stanowią Birmańczycy, poza tym spotyka się skupiska Monów, Szanów i Karenów.
Pegu zajmuje drugie miejsce w kraju pod względem wielkości produkcji ryżu. Inne ważne uprawy, to trzcina cukrowa, sezam i tytoń. Ważnym sektorem gospodarki jest pozyskiwanie drewna.